# Kordillerenzeisig
Der Kordillerenzeisig (Spinus uropygialis, Syn.: Carduelis uropygialis) ist eine Art aus der Unterfamilie der Stieglitzartigen. Er kommt nur in Südamerika vor. Anders als viele andere Zeisigarten spielt er in der Ziervogelhaltung keine Rolle, da er als Hochgebirgsvogel anfällig und nur schwer einzugewöhnen ist.

## Erscheinungsbild

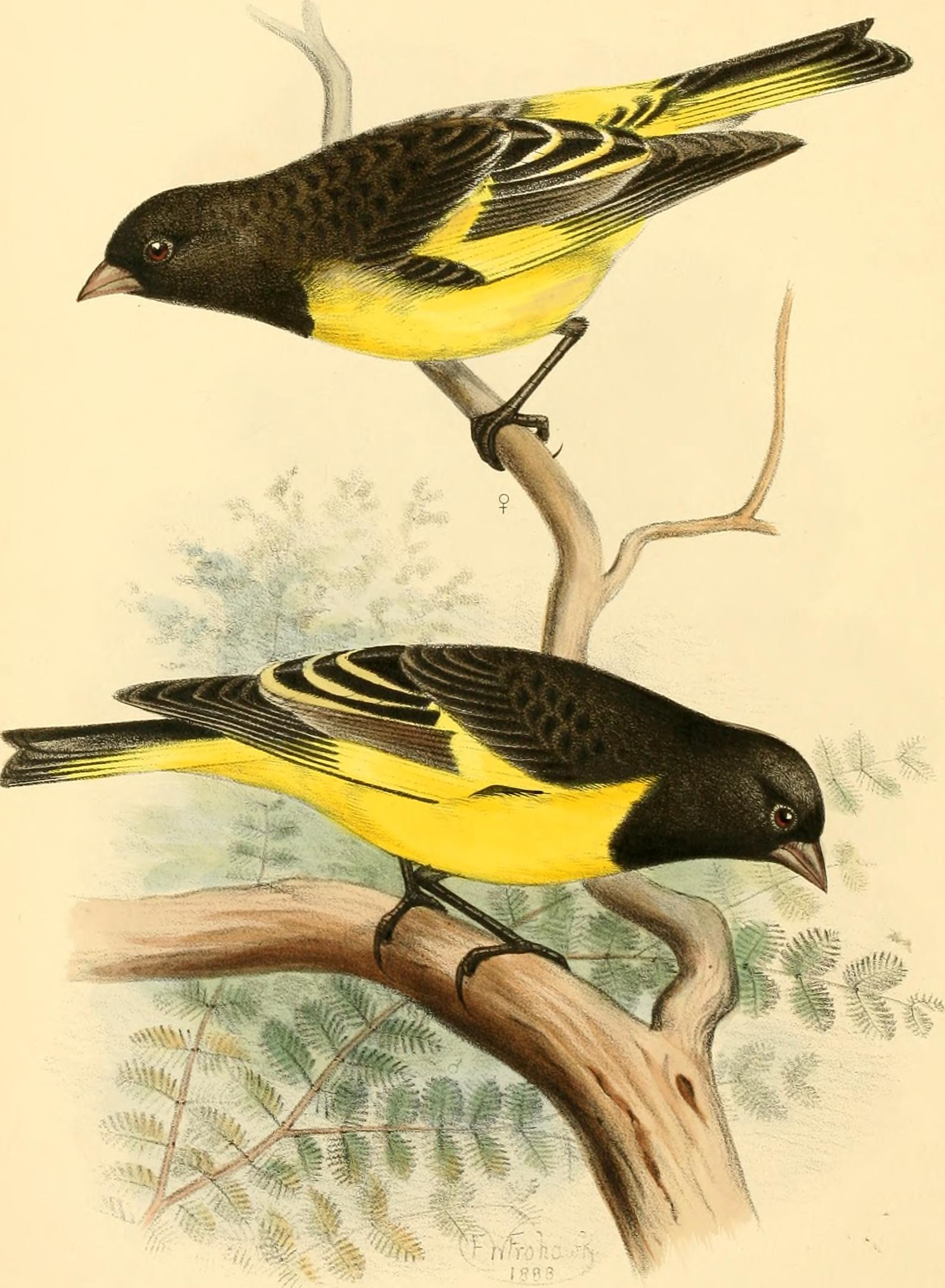
Kordillerenzeisige, Illustration

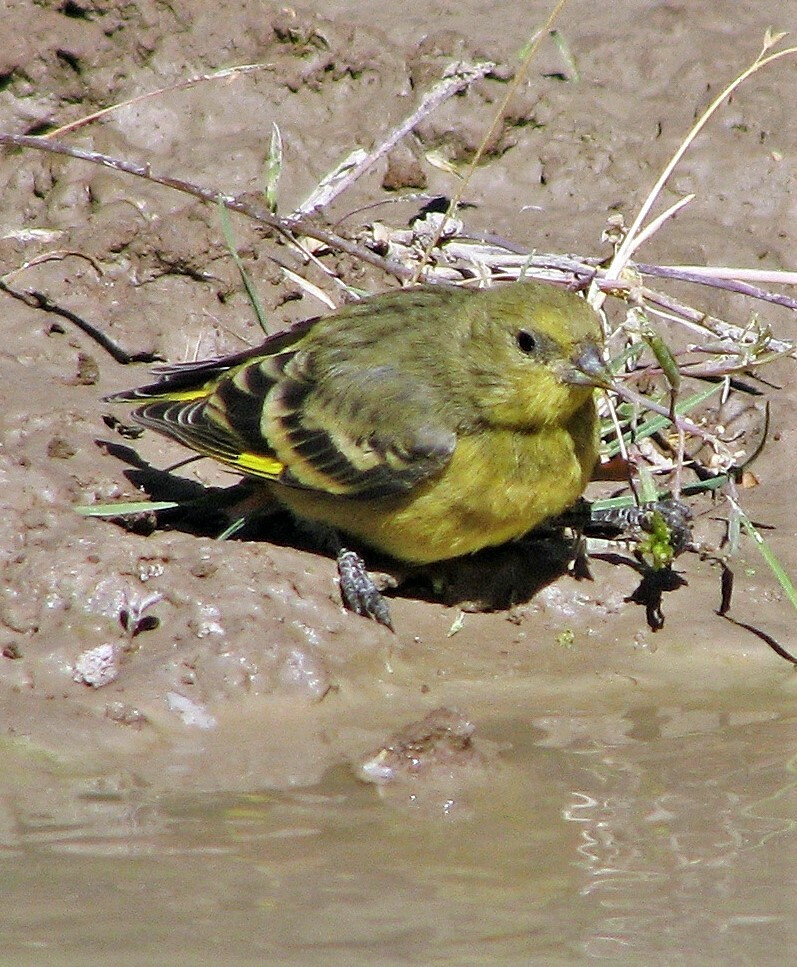
Weiblicher Kordillerenzeisig

Der Kordillerenzeisig erreicht eine Körperlänge von elf bis zwölf Zentimeter. Das Männchen ist auf der Körperoberseite schwarz. Die Federn auf Rücken und Schultern haben bei einzelnen Individuen gelbe Säume. Der Bürzel sowie die Ober- und Unterschwanzdecken sind leuchtend gelb. Dies gilt auch für die Brust und den Bauch. Die Flanken sind schwarz-gelb gefleckt. Der Schnabel ist schiefergrau. Die Augen und die Füße sind schwarzbraun. 
Die Weibchen sind auf der Körperoberseite dunkel olivgrün. Die gelb gefiederten Körperpartien sind weniger leuchtend als beim Männchen.

## Lebensweise

Verbreitungsgebiet des Kordillerenzeisigs:
Brutgebiete
Überwinterungsgebiete

Der Kordillerenzeisig ist eine Art, die die Anden in Höhenlagen zwischen 1500 und 3500 Höhenmetern besiedelt. Sein Verbreitungsgebiet reicht vom Süden Perus über den Südwesten Boliviens bis in den Westen Argentiniens und in die Mitte Chiles. Sein Lebensraum ist die buschreiche Hochgebirgssteppe. Die Nahrung besteht überwiegend aus verschiedenen Sämereien sowie Insekten.

## Belege

### Weblink
- Spinus uropygialis in der Roten Liste gefährdeter Arten der IUCN 2017.3. Eingestellt von: BirdLife International, 2016. Abgerufen am 25. Januar 2018.